# Courage〜クゥ・ラージュ〜
『Courage〜クゥ・ラージュ〜』は、小森まなみの5作目のアルバムである。1996年8月7日に、スターチャイルド（キングレコード）より発売された。

## 解説
- オリジナルアルバムとしては前作『ALICE』から3年4ヶ月ぶりとなる。
- これまでのアルバムは小森自身のセルフプロデュースという形態を取っていたが、このアルバムでは初めてプロデューサーに丸尾めぐみを迎えて作成された。

## 収録曲
1. CENTURY BEAT
  - 作詞：小森まなみ、作曲：中村裕介、編曲：大森俊之
2. Fight!〜最後の天使〜
  - 作詞：小森まなみ、作曲・編曲：池間史規
  - プレイステーション用ゲーム『3×3 EYES～吸精公主～』オープニングテーマ
3. Little Courage〜うちへおいでよ〜
  - 作詞：小森まなみ、作曲：岡崎律子、編曲：丸尾めぐみ
4. 太陽のAug
  - 作詞：小森まなみ、作曲：池間史規、編曲：丸尾めぐみ
5. 臨海ドルフィン
  - 作詞：小森まなみ、作曲：丸尾めぐみ、編曲：飯塚昌明
6. Angel Heart
  - 作詞：小森まなみ、作曲：飯塚昌明、編曲：大森俊之
7. Take me to your party
  - 作詞：小森まなみ、作曲：山浦克己、編曲：丸尾めぐみ・飯塚昌明
8. HOLY EYES～君の夢は僕の夢～（Courage Ver.）
  - 作詞：小森まなみ、作曲：岡崎律子、編曲：池間史規
9. YELLを君に!
  - 作詞：小森まなみ、作曲・編曲：池間史規
  - ラジオ『小森まなみのYELLを君に!』オープニングテーマ
10. 夢のうぶ声
  - 作詞：小森まなみ、作曲：丸尾めぐみ、編曲：大森俊之
  - ラジオ『小森まなみのPop'n!パジャマEYE』エンディングテーマ
  - テレビアニメ『21世紀まんがはじめて物語』エンディングテーマ（2001年）
11. Seed Leaf（Instrumental）
  - 作曲・編曲：丸尾めぐみ